# Henrikas Boleslovas Jackevičius
Henrikas Boleslovas Jackevičius (* 1. Juni 1929 in Ažupiečiai, Rajongemeinde Anykščiai) ist ein litauischer  ehemaliger Politiker, Vizeminister, stellv. Verkehrsminister Litauens.

## Biografie
Henrikas Boleslovas Jackevičius besuchte die Grundschulen in Anykščiai. Nach dem Abitur 1947 am Gymnasium Anykščiai studierte er von 1947 bis 1952 an der Vytautas-Magnus-Universität Kaunas und absolvierte danach eine Ausbildung zum Ingenieur an der Technischen Universität Kaunas. Seit 1957 lebt Jackevičius in Vilnius.
Von 1966 bis 1977 war er Stellvertreter des Ministers für Automobiltransport und Fernstraßen. Von 1980 bis 1990 war er Deputat im Obersten Sowjet von Sowjetlitauen. Ab 1990 arbeitete er als Vizeminister des Verkehrs.
Jackevičius leitete als Präsident Lietuvos krepšinio federacija.

## Auszeichnungen
- Verdienter Baumitarbeiter (1963)
- Preis des Ministerrats der UdSSR (mit anderen, 1973)

## Familie
Sein Vater war Jaroslavas Jackevičius (1877–1934), Handwerker. Seine Mutter war Zofija Kairytė-Jackevičienė (1890–1983). Sein Bruder ist Eduardas Jackevičius (* 1913), Bauingenieur.
Seit 1953 ist Henrikas Boleslovas Jackevičius verheiratet. Mit seiner Frau Genė Gražytė-Jackevičienė (* 1929), Agronomin, hat er den Sohn Gintaras Jackevičius (* 1956), Straßenbauingenieur.